# Навчання на прикладах
У машинному навчанні, навчання на прикладах (інколи також навчання на основі пам'яті) — група навчальних алгоритмів, що порівнюють нові приклади з тими, що зустрічалися при попередньому навчанні та зберігаються в пам'яті. Навчання на прикладах іноді називають ледачим навчанням.
Ці алгоритми будують гіпотези безпосередньо з навчальних прикладів. Це означає, що складність гіпотези може рости з розміром даних: в найгіршому випадку, гіпотеза — це список n навчальних прикладів і обчислювальна складність класифікації одного нового екземпляра є O(N). Однією з переваг навчання на прикладах, на відмінну від машинного навчання, є його здатність адаптувати свою модель до раніше небачених, нових даних: навчені класифікатори можуть просто зберегти новий екземпляр або викинути старий.
Прикладами алгоритмів, що навчаються на прикладах, є метод найближчих k-сусідів, ядрові методи та RBF-мережі. Ці алгоритми зберігають підмножину їх навчальної множини. При передбаченні значення/класу нового прикладу, вони обчислюють відстань або схожість між цим прикладом та тренувальними прикладами, щоб ухвалити рішення.
Щоб розв'язати проблему використання пам'яті для збереження всіх вхідних прикладів, а також ризику перенавчання на зашумлених даних в навчальній множині прикладів, були запропоновані алгоритми зменшення прикладів.